# Сер Джерард Лоутер

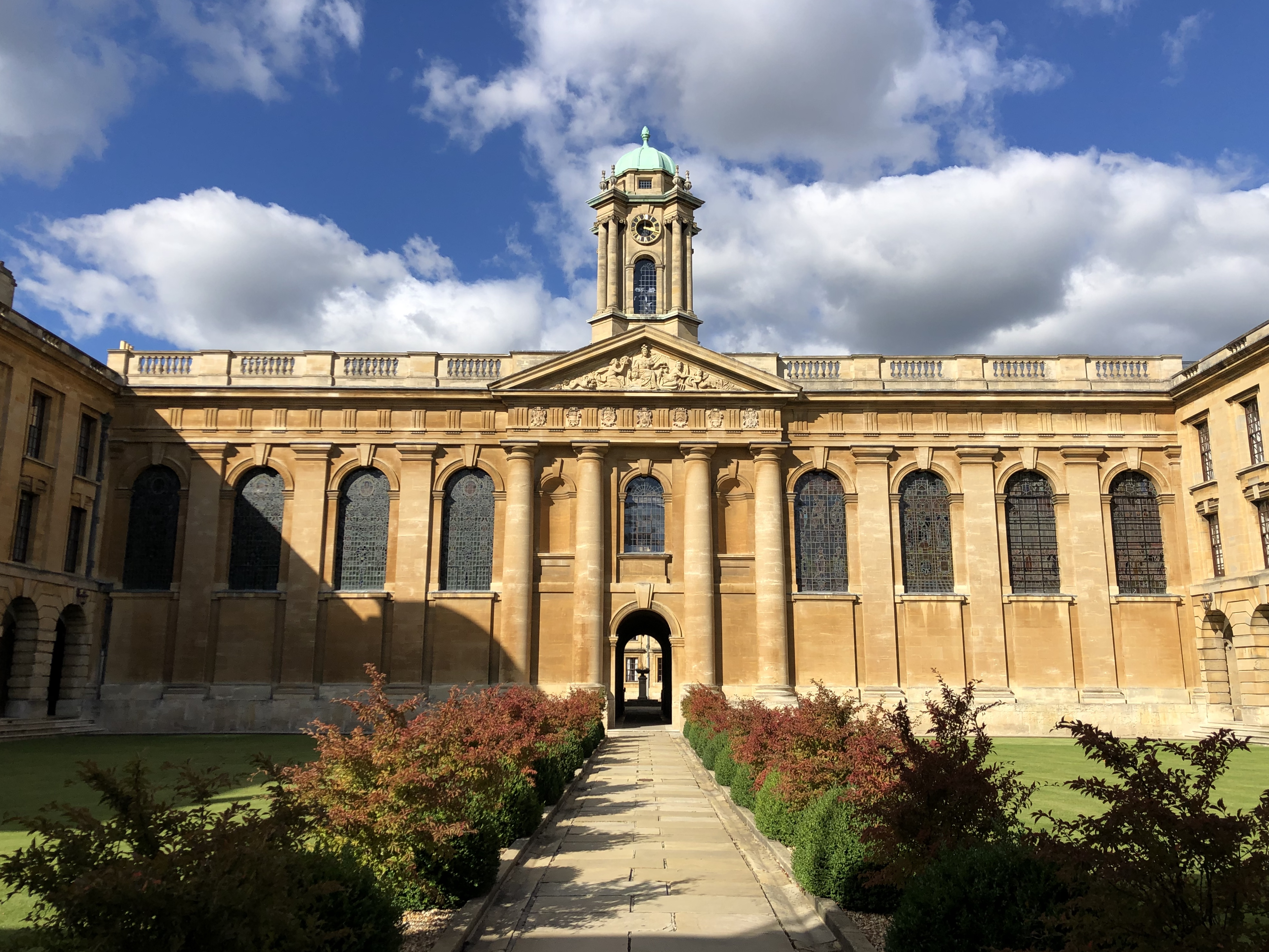
Коледж Королеви в Оксфорді.

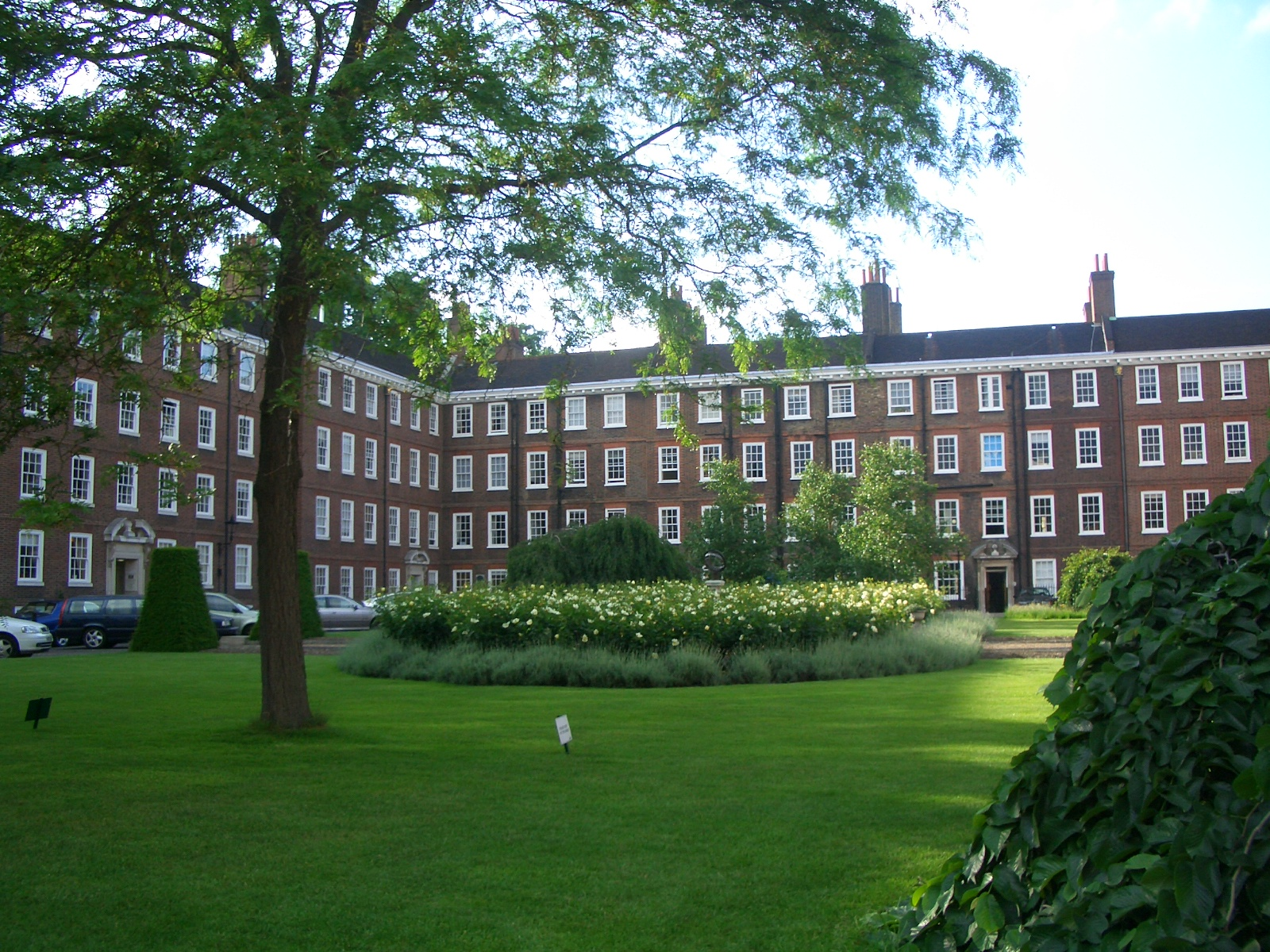
Юридична школа «Грейс Інн».

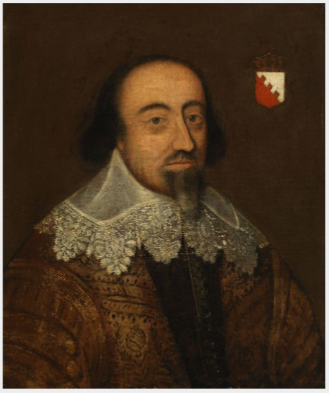
Річард Бойл (1566 – 1643) – І граф Корк.

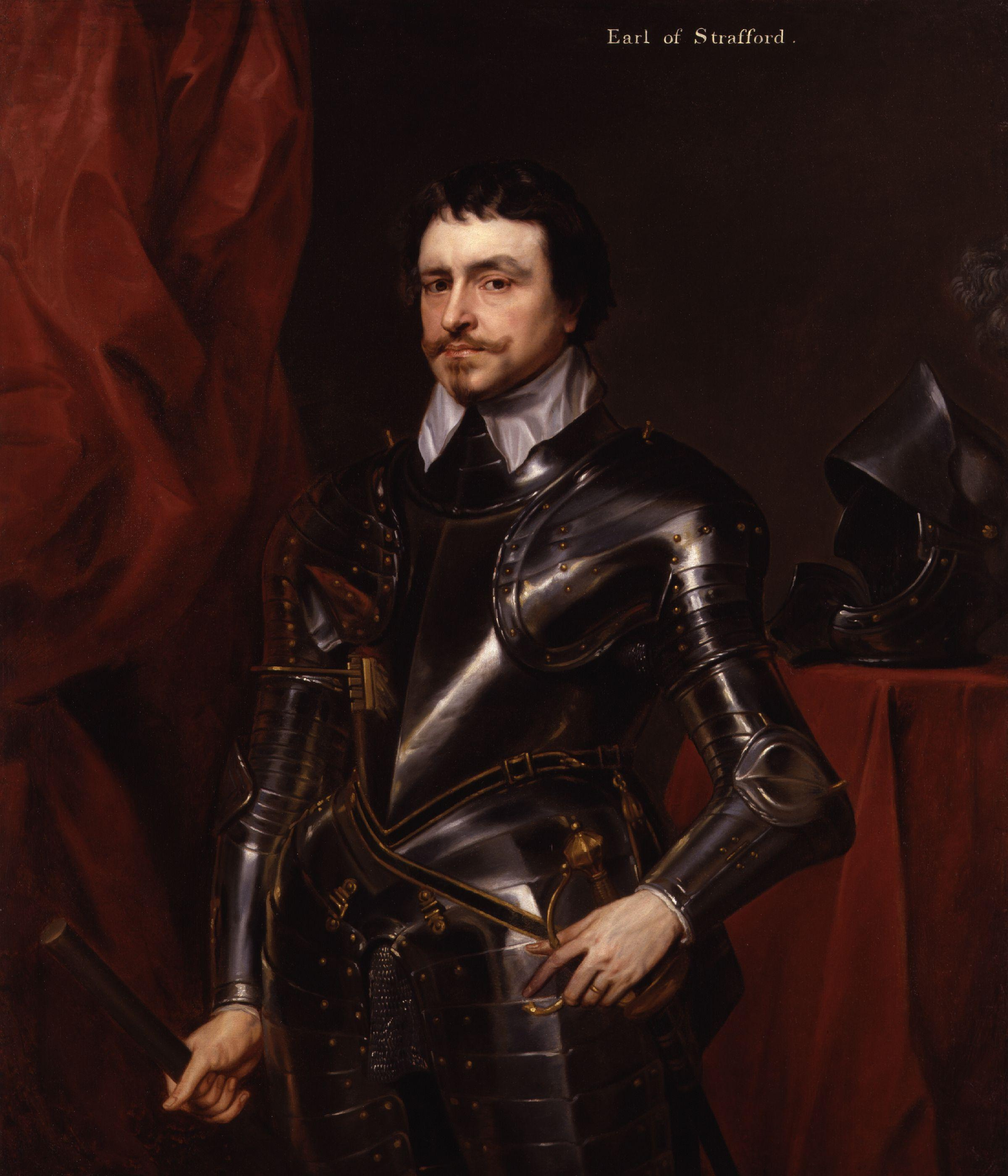
Томас Вентворт (1593 – 1641) – І граф Стаффорд.

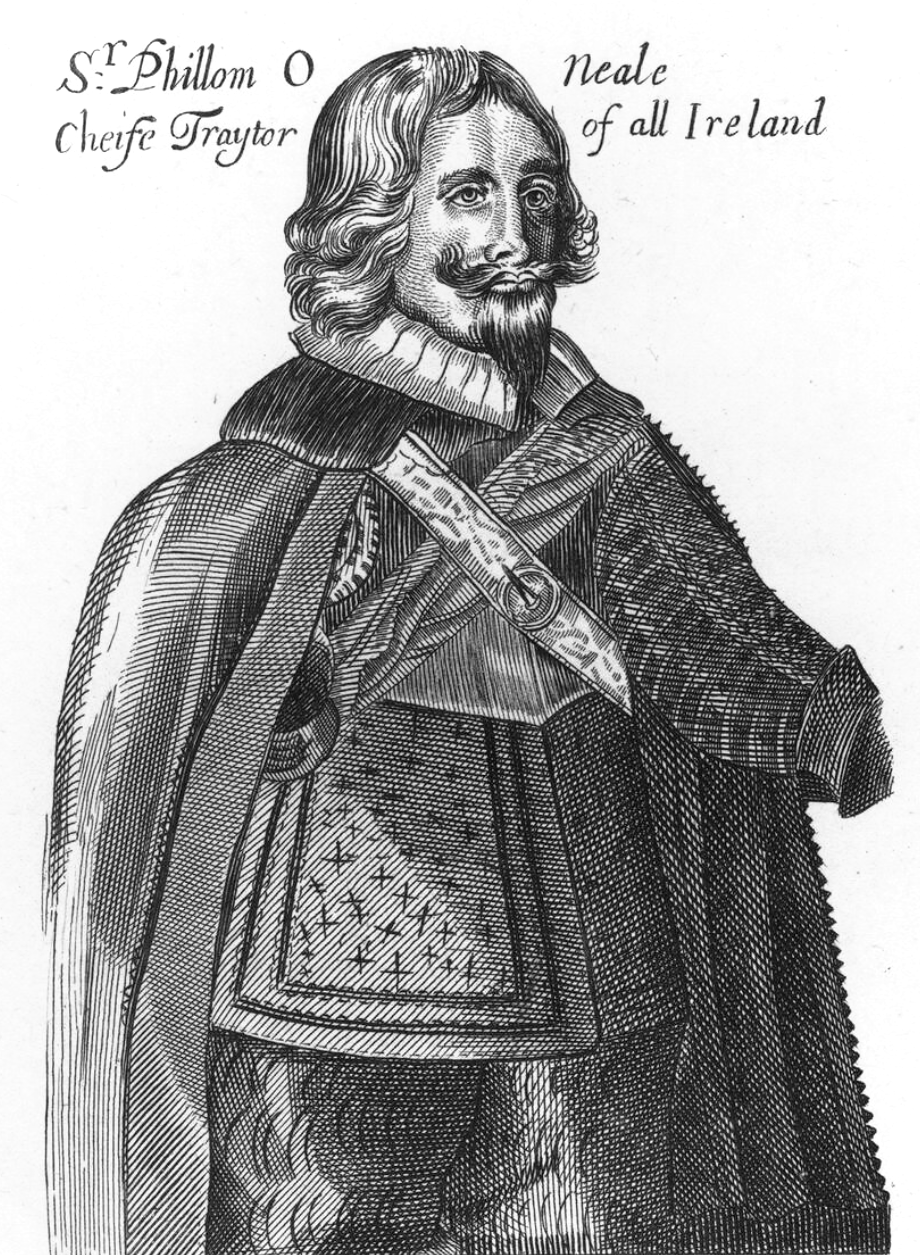
Сер Фелім Роу О’Ніл (1604 – 1654) – борець за свободу Ірландії.

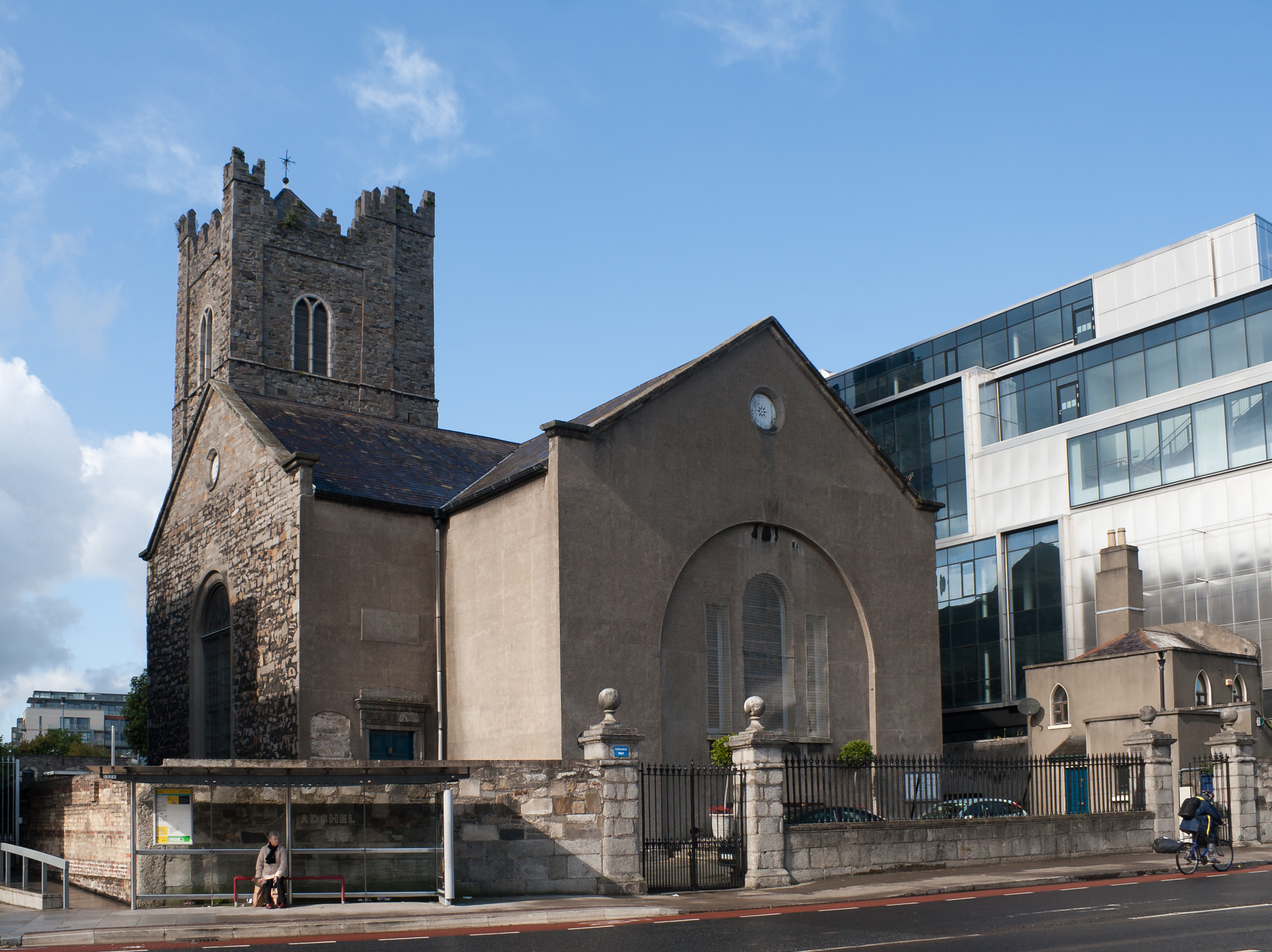
Церква Святого Міхана, Дублін, Ірландія.

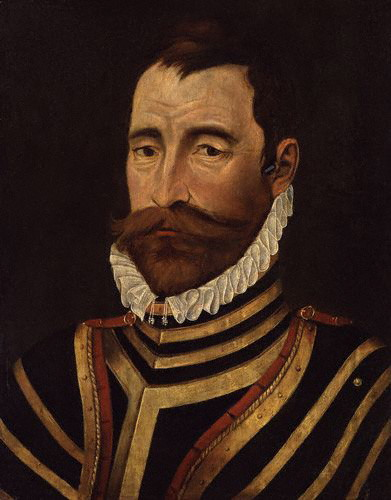
Сер Вільям Друрі (1527 – 1579).

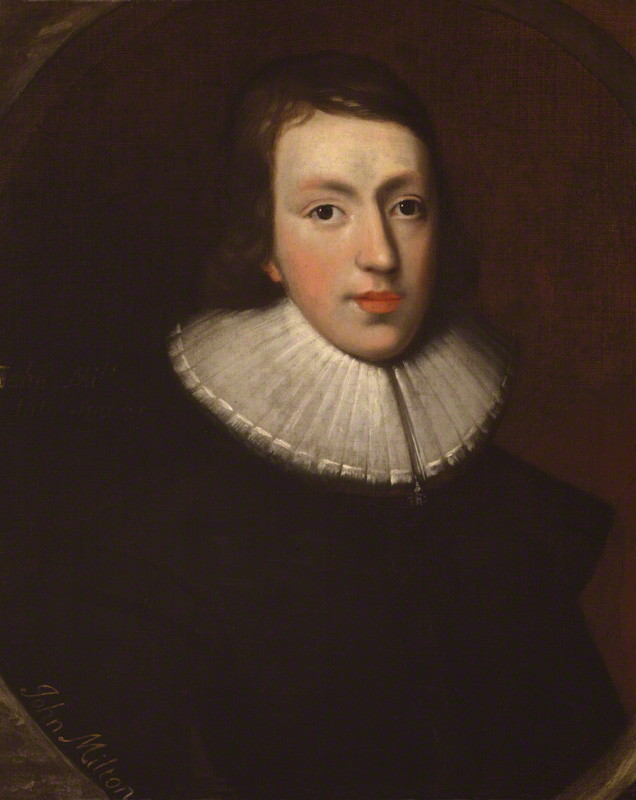
Джон Мілтон (1608 – 1674) – англійський поет.

Сер Джерард Лоутер (1589 – 1660) – він же сер Джеральд Ловтер – відомий англійський та ірландський юрист, суддя, політик, другий уповноважений комісар Великої Державної Печатки Ірландії, належав до відомої родини  Лоутерів із Вестморленду (Англія). Він зробив блискучу юридичну кар’єру в Ірландії, ставши головним суддею Ірландської спільної судової палати, хоча його вороги казали, що його успіх був пов’язаний повною відсутністю в нього моральних принципів. 

## Походження
Джерард Лоутер народився у Вестморленді і, безсумнівно, належав до відомої аристократичної родини землевласників Лоутер, хоча його точне відношення до цієї родини неясно. Сер Джеральд Лоутер Старший (помер у 1624 р.) і його брат сер Ланселот Лоутер обидва були суддями Верховного Суду Ірландії, визнали його своїм племінником. Вважається, що він був позашлюбним сином їхнього старшого брата сера Крістофера Лоутера (1557 – 1617). У цьому випадку його не слід плутати з законним сином Крістофера Джеральдом від його другої дружини Елеонори Масгрейв. Цей Джеральд був професійним військовим, який приєднався до польської армії та загинув під час війни проти Османської імперії. Сер Крістофер і його брати були синами сера Річарда Лоутера (1532 – 1607) і його дружини Френсіс Міддлтон. Репутація сера Річарда Лоутера за тривалу та віддану службу англійській короні була зіпсована його прихильністю на певний час до Марії Стюарт – королеви Шотландії, хоча йому вдалося уникнути постійної ганьби і звинувачення в «державній зраді». 

## Рання кар’єра
Джерард Лоутер отримав осваіту в Оксфорді в Коледжі Королеви вступивши туди в 1605 році, потім вступив до юридичної школи «Грейс Інн» у 1608 році. Почав працювати адвокатом у 1616 році. Безсумнівно, через те, що у нього були зв’язки та родичі в ірландській колегії адвокатів, його покликали до ірландської колегії адвокатів через три роки. Лоутери були прихильниками «Великого графа» - Річарда Бойла, І графа Корк, домінуючого ірландського магната свого часу, і зв’язки Джерарда Лоутера зміцнилися, коли в 1621 році Джерард одружився з Енн Парсонс, дочкою сера Лоуренса Парсонса, юридичного радника графа. Джерард Лоутер змінив роль юридичного радника графа, а потім свого тестя і став генеральним прокурором Манстера в 1621 році, а в 1628 році став бароном казначейства Ірландії. У 1631 році він був посвячений у лицарі. Він став значним землевласником зі своїми основними маєтками в графствах Вексфорд і Фермана. Він жив переважно в Оксмантауні поблизу Дубліна. Він накопичив гроші, а також землі, і зміг позичити Джеймсу Батлеру, І герцогу Ормондському 1000 фунтів стерлінгів – дуже значну суму в сімнадцятому столітті.
У 1633 році Домінік Сарсфілд, І віконт Сарсфілд, головний суддя Ірландії, був усунений з посади за корупцію, і кажуть, що граф Корк заплатив тисячу фунтів, щоб забезпечити місце для Джерарда Лоутера. Коли Томас Вентворт, І граф Страффорд, лорд-лейтенант Ірландії взяв на себе повний контроль над ірландською адміністрацією, Джерард Лоутер, незважаючи на посилення ворожнечі між Страффордом і графом Корк, став одним із головних помічників Страффорда і значною мірою розірвав свої зв'язки з лордом Корк.

## Повалення лорда-канцлера Ірландії Лофтуса
Під час тривалої боротьби за політичну перевагу між лордом Страффордом і Адамом Лофтусом, І віконтом Лофтус, лорд-канцлером Ірландії, Джерард Лоутер і його колеги – головні судді Ірландії, як радники Таємної Ради Ірландії, повністю підтримали лорда Страффорда, і Адам Лофтус був усунутий з посади і ув’язнений. Після звільнення Адам Лофтус поїхав до Лондона, щоб звернутися до короля Карла I з проханням поновити його на посаді. Джерард Лоутер супроводжував лорда Страффорда, щоб захистити його від звинувачень Лофтуса, і зробив це з такою майстерністю, що лорд Страффорд сказав: «Я буду вірним тобі, доки живу!». 

## Громадянська війна на Британських островах
Арешт та страта лорда Страффорда в травні 1641 року призвели до того, що ірландський парламент оголосив імпічмент серу Джерарду Лоутеру і визнав його одним із найвідданіших прихильників тепер уже злочинця лорда Стаффорда, разом із лордом-канцлером сером Річардом Болтоном. Лорд Страффорд в останні дні свого життя заступався за них перед королем Англії Карлом І. Невдовзі Джерард Лоутер був виправданий щодо звинувачення у «державній зраді» та звільнений з-під варти, і після цього він обережно вів подвійну гру в політиці. Він був відновлений у Таємній Раді Ірландії, і відвідував короля в Оксфорді у зв'язку з переговорами з ірландськими конфедератами в 1644 році, хоча його відома антипатія до конфедератів обмежувала його корисність. У 1646 році його відправили до Лондона для переговорів з парламентом щодо допомоги Дубліну, і незабаром після цього він відмовився від роялістської справи і оголосив себе прихильником парламенту та республіки. У 1647 році він запевнив парламент у своїй лояльності та діяв як одержувач маєтків правопорушників. Він повернувся до Ірландії в 1651 році і діяв як лорд-суддя Верховного Суду Ірландії в 1652 – 1654 роках. На суді за «державну зраду» лідера Ірландської Конфедерації сера Феліма О’Ніла було зазначено, що він називав короля Англії, Шотландії та Ірландії Карла II просто «Чарльз Стюарт». У 1655 році, завдяки своєму багаторічному досвіду, він був призначений головою нижньої лави (фактично ту саму посаду, яку він обіймав раніше) і комісаром Великої Державної Печатки Ірландії, і мав велику прихильність Генрі Кромвеля.

## Смерть
Під час Реставрації монархії до суддів, які служили за часів республіки та протекторату, загалом ставилися поблажливо, а деякі з них навіть зберегли свої посади. У цьому випадку новому уряду короля Карла ІІ не було необхідності приймати будь-які рішення щодо майбутнього Джерарда Лоутера: він був старим і хворим і помер навесні 1660 року. Його поховали в церкві Святого Міхана. 

## Родина
Джерард Лоутер спочатку одружився з Енн Парсонс, донькою сера Лоуренса Парсонса з замку Бірр, судді ірландського адміралтейського суду та барона казначейського суду Ірландії та його дружини Енн Малхем. Енн Парсонс вона померла в 1634 році. Джерард Лоутер та його тесть Лоуренс Парсонс мали тісні політичні зв’язки: кожен служив депутатом парламенту від Теллоу, генеральним прокурором Манстера та бароном казначейства, і обидва були клієнтами графа Корк. Джерард Лоутер залишився в хороших стосунках з родиною Енн після її смерті: її мати, яка померла в 1646 році, призначила його одним із виконавців свого заповіту і залишила спадщину йому та його другій дружині. Наступного року він одружився вдруге з Маргарет Кінг, донькою сера Джона Кінга з абатства Бойл, депутата від графства Роскоммон та клерка Корони Англії та Ханапера та його дружини Кетрін Друрі, дочки Роберта Друрі та внучатої племінниці сера Вільяма Друрі, лорда Манстера. Маргарет була сестрою сера Роберта Кінга з абатства Бойл, поета Едварда Кінга (прототипа літературного героя Лікіда з поеми Джона Мільтона) та письменниці Дороті Дурі. Кажуть, що Маргарет, як і її сестри Дороті та Мері, леді Шарлемонт, була дуже освіченою жінкою. Померла в 1658 році. Син Джерарда Лоутера, що народився в його першому шлюбі, помер молодим, оскільки історики сходяться на думці, що у Джерарда Лоутера не було жодного потомства і спадкоємців.

## Характер
Джерард Лоутер був талановитим юристом і спритним, гнучким політиком, але історики, загалом, мало що могли сказати про нього. Історик О’Фланаган називає його «найбезпринципнішою людиною». Історик Сміт каже: «Він придбав великі земельні володіння, кермуючи безпринципним ремеслом через бурхливий океан тогочасних проблем». Історик Веджвуд, з іншого боку, стверджує, що, хоча він, можливо, завдячував своїм піднесенням до високої посади протекції та відсутності моральних принципів, він був добре кваліфікований юристом з сильним характером. 